# Hans Peter Klein

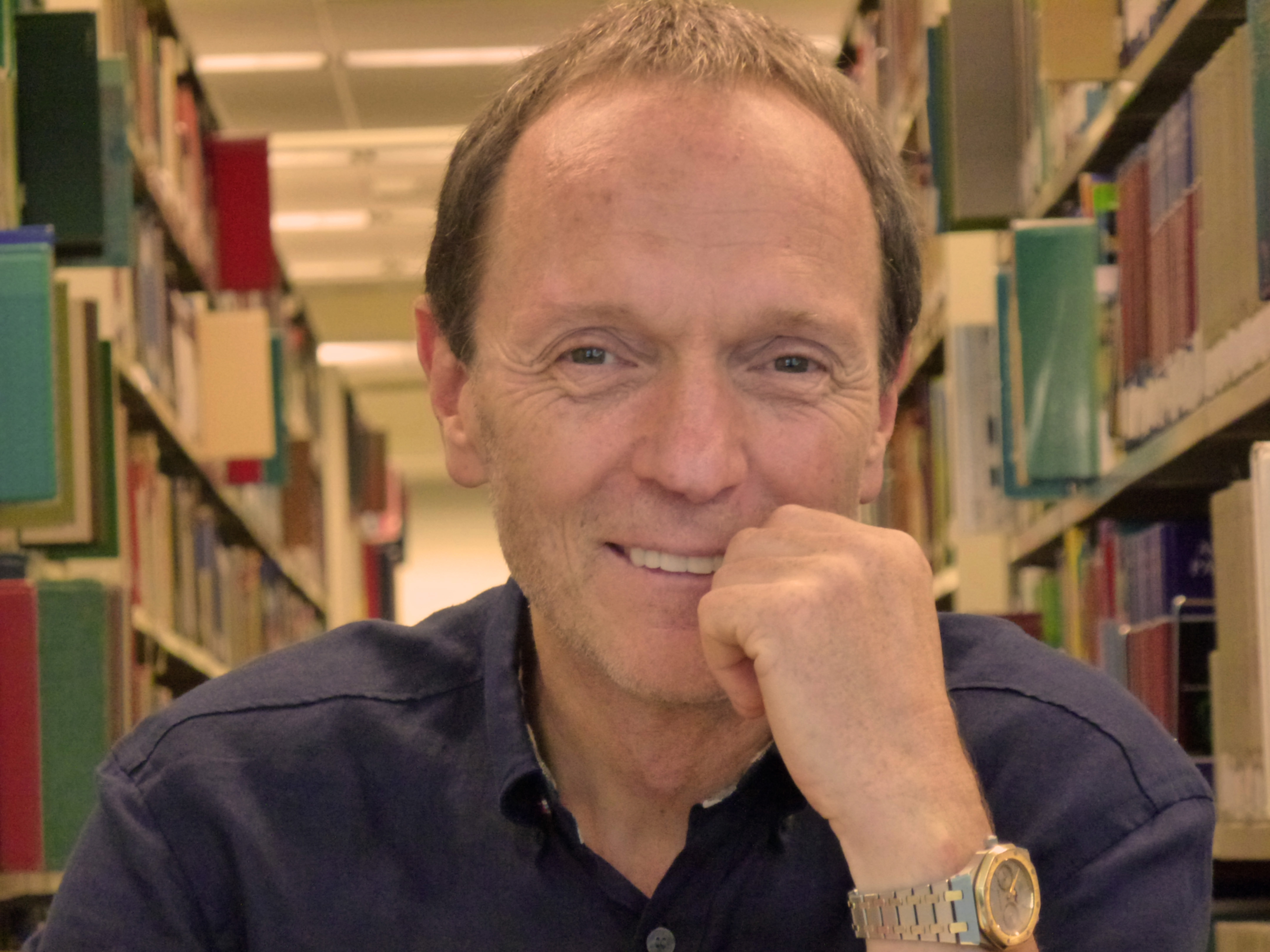
H.P. Klein in 2011

Hans Peter Klein (* 1951) ist ein deutscher Biologe und er lehrte bis 2018 Didaktik der Biowissenschaften an der Johann Wolfgang Goethe-Universität Frankfurt am Main.

## Leben
Von 1977 bis 2001 unterrichtete er als Gymnasiallehrer in Nordrhein-Westfalen. 2001 wurde Klein auf den Lehrstuhl für Didaktik der Biowissenschaften der Goethe-Universität Frankfurt am Main berufen. Dieser befasst sich mit dem Wissenstransfer biowissenschaftlicher Erkenntnisse in die Öffentlichkeit und den schulischen Bildungsbereich.
Seit 2006 ist er Präsident der Gesellschaft für Didaktik der Biowissenschaften und war Mitbegründer der in Köln 2010 gegründeten Gesellschaft für Bildung und Wissen e.V, bei der auch Geschäftsführer ist.
In seinem populärwissenschaftlichen Buch Vom Streifenhörnchen zum Nadelstreifen befasst er sich kritisch mit den PISA-Studien und dem Bologna-Prozess und deren Auswirkungen auf das Bildungssystem. Er sieht in der Reduktion der Anforderungen an Schüler und Studenten einen Rückgang bei deren Bildung. Seitens der Politik sei es nicht mehr gewünscht die Frage nach dem „Warum?“ zu stellen und riskiere man als Kritiker berufliche und finanzielle Nachteile.
Unter Zitierung von Andreas Schleicher, „Google weiß alles“, weist er zudem auf die zunehmende Tendenz hin, dass sich Schüler und Studenten ihr Wissen unreflektiert über das Internet aneignen. Er bemängelt dabei, dass dadurch in Zukunft Großkonzerne entscheiden würden „was wir zu wissen haben und was nicht“. Teile der Wikipedia seien mittlerweile ein Steuerungsinstrument bestimmter Interessengruppen, um „umstrittene Vorstellungen als objektiven Wissensbestand zu deklarieren oder Werbung in eigener Sache zu machen. Zusätzlich tobt ein Kampf der »Überwacher« bestimmter Rubriken von Wikipediaeinträgen, die, wie beispielsweise Vertreter der feministischen Genderforschung, sämtliche Aktivitäten genauestens beobachten und alles unternehmen, um ihnen nicht genehme kritische Beiträge von vornherein durch ihr Veto zu blockieren – oft mit großem Erfolg.“
In der Neuen Zürcher Zeitung forderte er nach dem Vorbild Norwegens auch in Deutschland der durch Steuergeld finanzierten Genderforschung die Mittel zu streichen. Er ging dabei von der Ausladung Ulrich Kutscheras als Antrittsredner durch die Philipps-Universität Marburg aus, die auf Grund dessen Kritik an den Gender Studies seine Sicherheit nicht garantieren konnte. Dies wäre „ein ungeheuerlicher Vorgang an einer deutschen Universität.“
Im Herbst 2018 wurde Klein von der Partei Alternative für Deutschland für die Enquete-Kommission „Berufliche Bildung in der digitalen Arbeitswelt“ nominiert. Der Neurowissenschaftler Manfred Spitzer hatte dies kurz zuvor abgelehnt.

## Publikationen (Auswahl)
- Morphologie, Dynamik und Physiologie der induzierten Pinocytose bei Amoeba proteus. Bonn 1979, DNB 801195373 (Dissertation an der Mathematisch-Naturwissenschaftlichen Fakultät der Universität Bonn).
- als Herausgeber mit Norbert Grotjohann, Angelika Preisfeld, Gerhard Trommer, Paul Dierkes, Hans M. Haase und Wilfried Wichard: Aktuelle Themen aus den Bildungs- und Biowissenschaften. Festband zur Gründung der Gesellschaft für Didaktik der Biowissenschaften. Shaker, Aachen 2008, ISBN 978-3-8322-7635-5.
- als Herausgeber mit Friedemann Schrenk: Evolution des Menschen. Lehrerhandbuch zum Hominids for Schools-Lernkoffer. Shaker, Aachen 2010, ISBN 978-3-8322-8804-4.
- Auf dem Weg zur Inkompetenzkompensationskompetenz. In: Konrad Paul Liessmann, Katharina Lacina (Hrsg.): Sackgassen der Bildungsreform. Facultas.wuv, Wien 2013, ISBN 978-3-7089-1106-9, S. 77–102.
- Der Bluff der individuellen Förderung. Oder : Die Verabschiedung des Leistungsprinzips aus der Schule. In: Weitblick. Nr. 1, Februar 2014, ISSN 2195-7622, S. 4–5, (Digitalisat (PDF; 2,9 MB)).
- mit Thomas Jahnke, Wolfgang Kühnel, Thomas Sonar, Markus Spindler: Sind Hamburgs Abiturienten mathematisch und naturwissenschaftlich klüger geworden? Nach welchen Maßstäben übertrifft das achtjährige Gymnasium das neunjährige? In: Vierteljahrsschrift für wissenschaftliche Pädagogik. Bd. 89, Nr. 4, 2014, ISSN 0507-7230, S. 627–648, (Digitalisat (PDF; 140 kB)).
- Vom Streifenhörnchen zum Nadelstreifen. Das deutsche Bildungswesen im Kompetenztaumel. zu Klampen, Springe 2016, ISBN 978-3-86674-537-7.
- Wider die Ökonomisierung aller Lebensbereiche. In: Wolfgang George (Hrsg.): Laudato Si’. Wissenschaftler antworten auf die Enzyklika von Papst Franziskus. Psychosozial-Verlag, Gießen 2017, ISBN 978-3-8379-2642-2, S. 201–218.
- Abitur und Bachelor für alle – wie ein Land seine Zukunft verspielt. zu Klampen, Springe 2019, ISBN 978-3-86674-593-3